# Eggcorn
Az Eggcorn ("tojáskukorica"), az Angol-magyar nyelvészeti szakszótár szerint „szándékos szóferdítés” egy szó vagy kifejezés megváltozott variációja a félrehallás vagy egy vagy több elemének újraértelmezése révén. Ilyeténképpen egy új kifejezés jön létre, amely eltér az eredeti jelentésétől, de még mindig értelmes és logikus (vagy annak tűnő) ugyanabban a kontextusban használva. Tehát egy eggcorn egy váratlanul találó vagy kreatív malapropizmus. Az autológiai eggcorn szó maga is egy eggcorn, amely az acorn (makk) szóból származik.

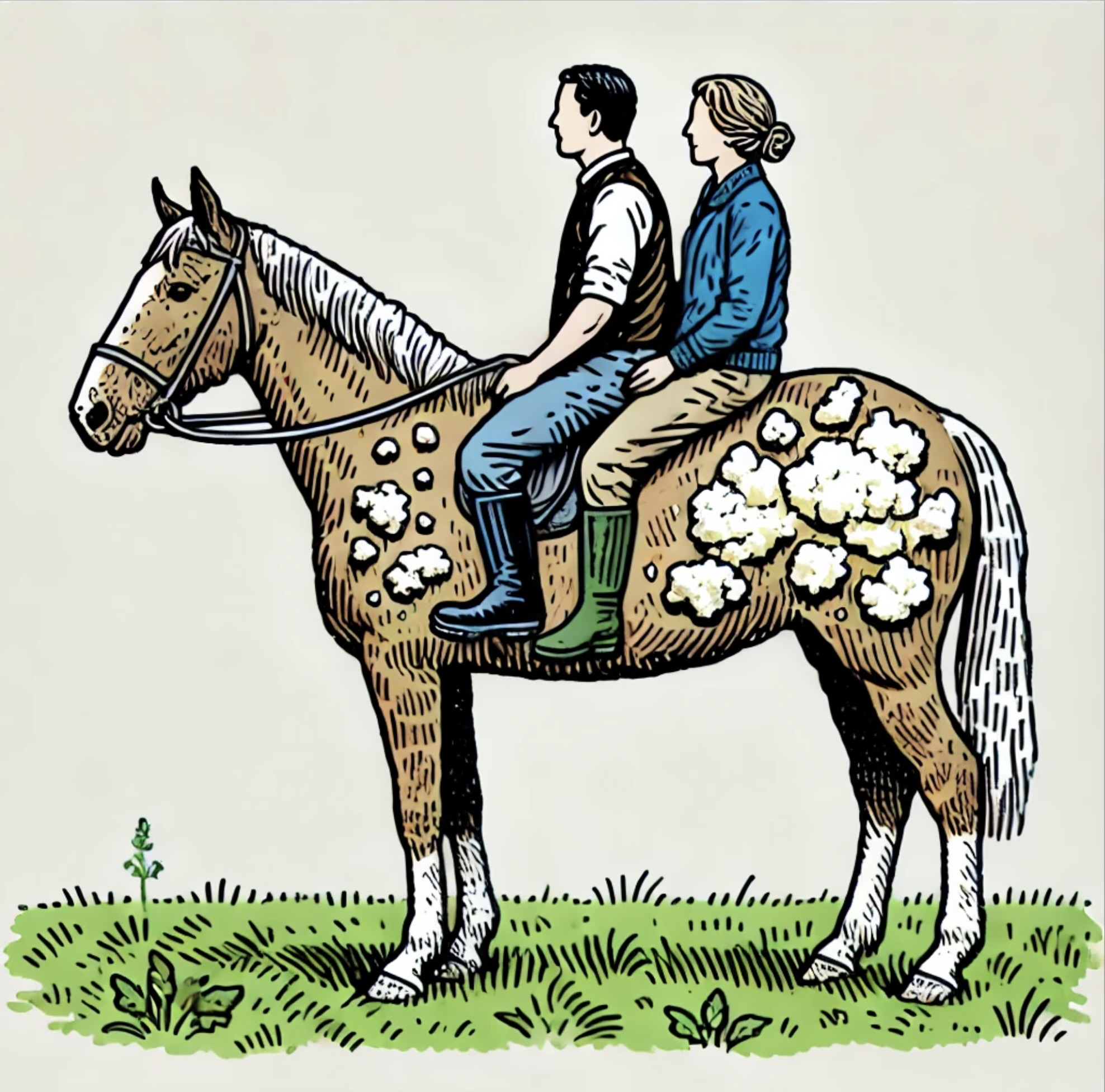
A gyakori mondás tévesen használt változatának képi megjelenítése.

Ehhez hasonló példa a magyarban gyakran tévesen idézett közmondás: „Közös lónak túrós a háta”  — mely helyesen: „Közös lónak túros a háta.” Az eredeti mondásban a túr szó (jelentése: dörzsölés, sebesedés hámos, nyerges állatok testén) arra utal, hogy ha egy lovat ketten ülnek meg, akkor túl lesz terhelve, vagy arra is utalhat, hogy egyik tulajdonos sem érzi a felelősséget, hogy rendesen gondoskodjon róla.Mivel a túr szó valószínűleg viszonylag speciális kifejezés volt, az ezzel tisztában nem lévő emberek a hasonlóan hangzó túró szóval helyettesítették a mondásban, hogy valamelyest értelmet nyerjen számukra.
Ez is mutatja, hogy eggcornok gyakran akkor jönnek létre, amikor az emberek megpróbálnak értelmet adni egy megszokott kifejezésnek, amely olyan szót tartalmaz, amely számukra ismeretlen, például az „Alzheimer's disease” (Alzheimer-kór ) helyettesítése „old-timers' disease” (idősek betegsége) kifejezéssel, vagy William Shakespeare „manner born” (veleszületett — vagy privilégium által szerzett — modorral vagy ízléssel rendelkező) kifejezésének „to the manor born” (a birtokon született) formára való lecserélése.